# .travel

.travel은 인터넷 도메인 네임 시스템의 최상위 도메인이다. .travel 도메인 이름은 여행 업계에 서비스, 제품 또는 콘텐츠를 제공하거나 제공할 계획을 갖고 있는 개인 및 조직이 사용할 수 있다. 도너츠사가 후원하며 등록은 공인 등록 기관을 통해 처리된다.

## 역사
이 도메인은 2004년 평가된 새 TLD 신청의 두 번째 그룹에서 2005년 4월 8일 ICANN의 스폰서 최상위 도메인으로 승인되었다. TheGlobe.com은 2005년 5월 9일 .travel의 운영업체인 트랠리언스 코퍼레이션(Tralliance Corporation)을 인수했다. 2018년 도너츠(Donuts) .travel TLD를 획득했다.
공식적인 출시는 2005년 10월에 시작되었으며, 10월, 11월, 12월의 3개 월별 그룹에서 도메인 등록 자격을 결정하는 심사 과정을 거쳤다. 공개 등록은 2006년 1월에 시작되었다. 정부는 2005년 7월부터 2007년 12월 21일까지 지리적 장소명에 대한 우선 등록을 받았다.
2017년에는 약 18,000개의 .travel 도메인이 등록되었다.

## 목적
등록은 조직, 협회, 민간, 정부 및 비정부 기관, 여행 산업에 서비스, 제품 또는 콘텐츠를 제공하거나 제공할 계획을 가진 사람들에게 개방되어 있다.